# Museu Nacional de Belas-Artes da Suécia
O Museu Nacional de Belas-Artes (em sueco: Nationalmuseum) é um dos mais importantes museus de arte da Suécia. Localizado em Estocolmo, a capital do país, este museu alberga impressionantes colecções de arte europeia.

## Histórico
As coleções do Museu Nacional começaram a ser formadas no século XVI pelo rei Gustavo I Vasa no Castelo Gripsholm e em outras residências reais, sendo ampliadas por doações, aquisições e espólios de guerra quando a Suécia era uma potência militar no século XVII. Contudo, parte da coleção, especialmente pinturas renascentistas, foi levada para Roma quando a Rainha Cristina abdicou e fixou residência na Itália. Outras perdas significativas aconteceram em 1697, quando um incêndio destruiu parte do Castelo Tre Kronor.
Ao longo do tempo dois patronos foram especialmente importantes para a construção do notável acervo de arte que hoje é preservado no Museu Nacional: Carl Gustaf Tessin, embaixador da Suécia na França na década de 1740, que adquiriu numerosa coleção de grande qualidade, e o rei Gustavo III, que além de ser um grande colecionador ordenou a doação das suas obras privadas ao estado após sua morte, que formaram o primeiro Museu Real em 1792. Quando as coleções passaram para um novo prédio em 1866, a sede atual, um edifício imponente com traços da arquitectura florentina e veneziana renascentista, o museu mudou sua denominação para Museu Nacional.

Alexander Roslin: Retrato de Gustavo III

O museu, actualmente, conta com mais de um milhão peças entre desenhos, esculturas, gravuras e pinturas, uma enorme e riquíssima colecção de porcelanas, com especial destaque para as porcelanas chinesas, e uma óptima colecção de arte moderna. Para além disso o Museu Nacional alberga uma boa biblioteca de arte.

## Departamentos

### Pinturas e Esculturas
Esta seção compreende mais de 16 mil obras, sendo de especial interesse a coleção de pintura, com itens de Perugino, Rembrandt, Tiepolo, Hals, La Tour, Chardin, Rubens, Goya, Renoir, Manet, Degas, Camille Pissarro, Cézanne, e Gauguin, e autores suecos como Carl Larsson, Ernst Josephson, Carl Fredrik Hill e Anders Zorn, abrangendo um período que vai da Idade Média até a contemporaneidade. Merecem atenção as grandes coleções de ícones russos, de pinturas flamengas e de peças francesas do século XVIII, estas perfazendo uma das melhores coleções em seu gênero em todo o mundo.

### Artes Aplicadas e Design
A coleção de artes aplicadas e design cobre um grande período, desde o século XIV até os dias de hoje, possuindo cerca de 30 mil objetos, dos quais um terço são cerâmicas, além de têxteis, vidros, metais, mobília, livros e outros tipos de obras. A seção de artes aplicadas não está em exposição, aguardando novos espaços que estão sendo preparados.

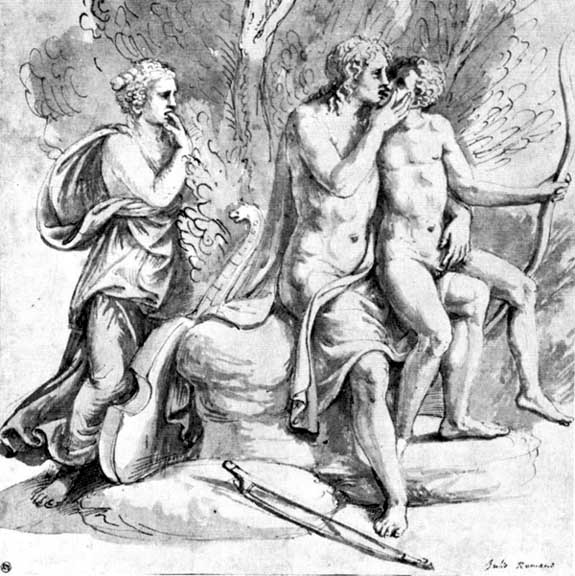
Giulio Romano: Apolo e Ciparisso

### Gravuras e Desenhos
A maior seção do Museu Nacional é a de desenhos, com mais de 700 mil obras da Idade Média até c. 1900, com trabalhos de Rembrandt, Antoine Watteau, Manet, Johan Tobias Sergel, Carl Larsson, Carl Fredrik Hill, Ernst Josephson e numerosos outros mestres, sendo uma das melhores coleções do mundo. Suas peças são exibidas em caráter temporário, em vista da fragilidade dos suportes e de sua grande sensibilidade à luz.
O núcleo da coleção são as cerca de 2 mil obras adquiridas por Carl Gustav Tessin durante sua permanência na França, adquirindo finas criações dos melhores artistas de sua época, como  Watteau e Boucher, além de trabalhos mais antigos de Rafael, Rubens e Rembrandt. Este departamento também preserva uma rica coleção de projetos e desenhos de arquitetura que datam desde o Renascimento até o início do século XX.
Na seção de gravuras, com mais de 10 mil peças, destacam-se as obras italianas e francesas dos séculos XVI a XVIII.

### Coleções dos Castelos Reais

Piero di Cosimo: 'Madonna com a criança e o filho João Batista'

Além das obras preservadas em sua sede principal, o Museu Nacional administra a maior parte das obras de arte espalhadas por 18 residências reais, entre castelos e mansões, erguidas pelos antigos monarcas suecos. As coleções mais importantes estão nos seguintes palácios:
- Castelo Gripsholm, construído por Gustavo Vasa em 1537 como uma fortaleza, embora desde o início fosse inadequado para esta função e nunca teve de ser submetido à prova do fogo inimigo. Reformado várias vezes nos séculos seguintes, hoje abriga a maior das coleções do Museu Nacional fora de sua sede, a Galeria Nacional de Retratos, com cerca de 4 mil pinturas.
- Museu De Vries, anexo ao Palácio Drottningholm, com a maior reunião de obras em todo o mundo do notável escultor maneirista Adriaen de Vries, que chegaram à Suécia como resultado do saque de Praga pelas tropas suecas na Guerra dos Trinta Anos. Originalmente as esculturas adornavam os jardins do palácio, mas atualmente estão preservadas no museu, e réplicas foram instaladas em seu lugar. O Palácio Drottningholm é uma atração por si mesmo, com diversos apartamentos estatais com rica decoração abertos à visita.
- Palácio Rosesberg, projetado por Gustaf af Sillén em 1797, ainda preserva suas decorações originais em excelente estado, contando com uma rica coleção de tapeçarias entre suas atrações principais.
- Palácio Real de Estocolmo, com a coleção de antigüidades e esculturas de Gustavo III.
- Mansão Leufsta, com importante biblioteca do século XVIII.
- Palácio Ulriksdal, Castelo Läckö, Palácio Strömsholm, Castelo Vadstena e Mansão Nynäs, todos com ambientes originais decorados com muitas obras de arte.
- Museu de Porcelana de Gustavsberg, incorporado ao Museu Nacional no ano 2000, com grande número de peças coletadas nos últimos 175 anos, doadas pela KF (União Cooperativa Sueca e Sociedade de Atacadistas), sob administração conjunta do Museu Nacional e a municipalidade de Värmdö.

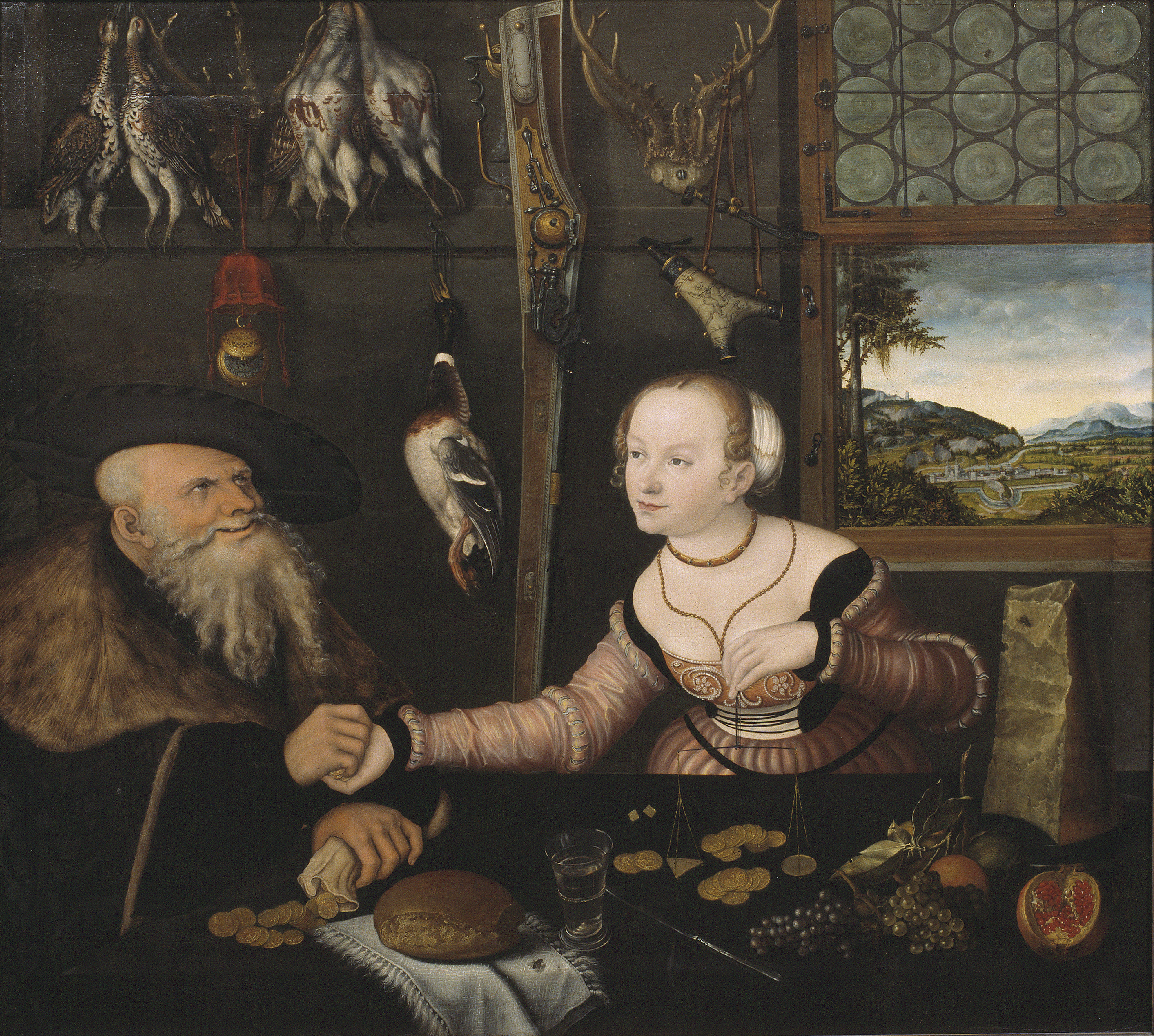
Lucas Cranach: O par desigual
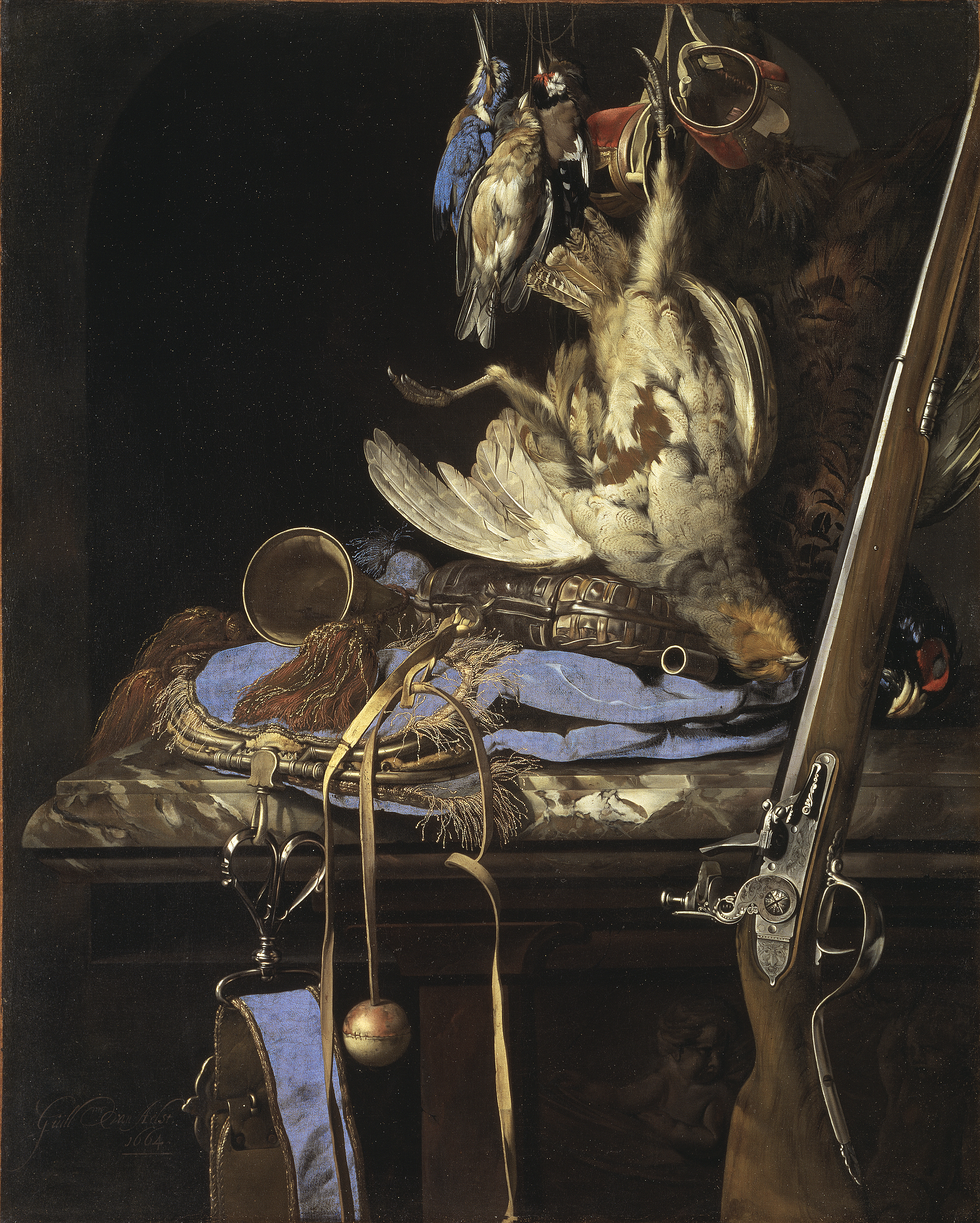
Willem van Aelst: Natureza morta com peças de caça
Georges de la Tour: São Jerônimo penitente
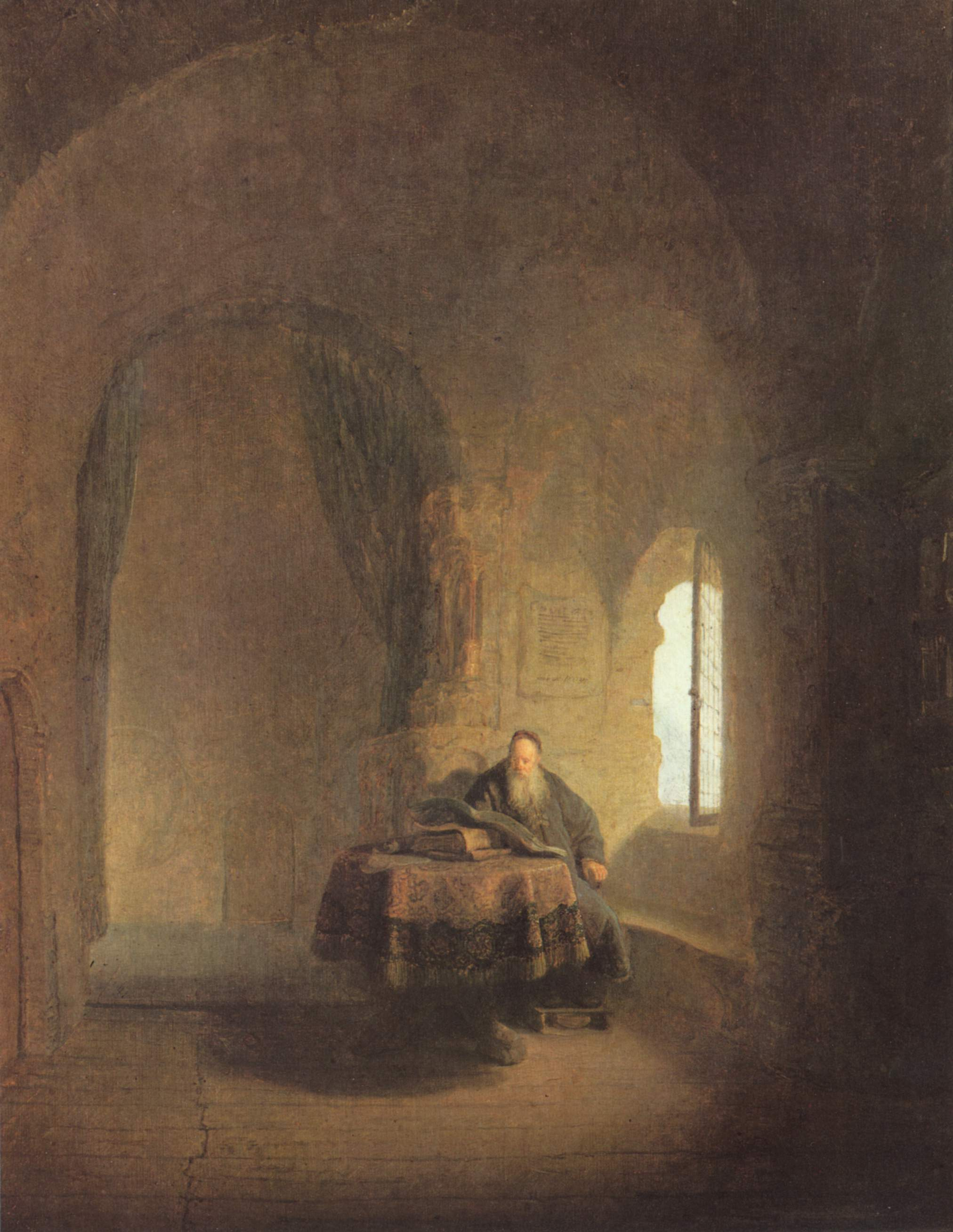
Rembrandt van Rijn: O copista
Karel Dujardin: Mulher ordenhando uma vaca vermelha
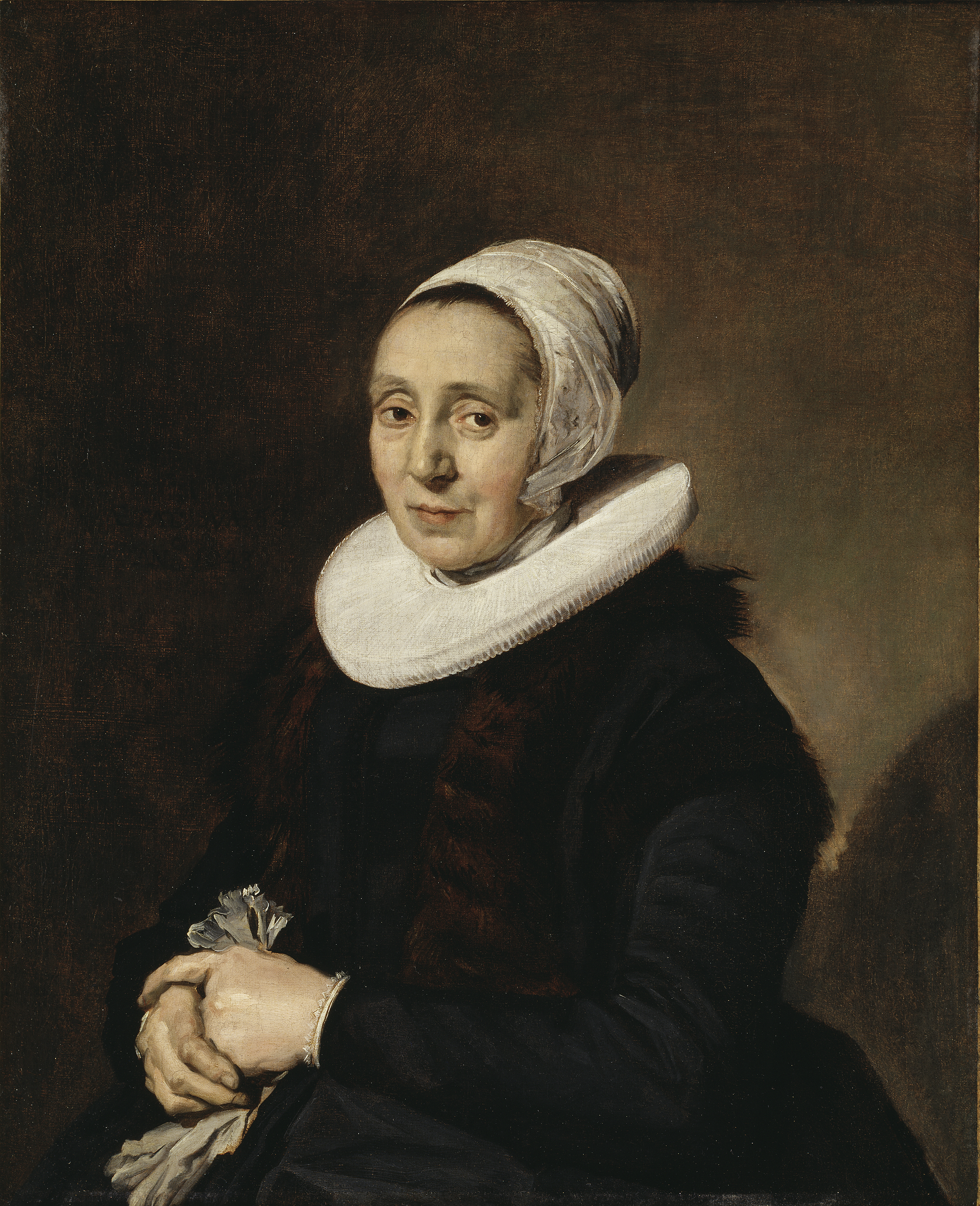
Frans Hals: Retrato de senhora
Antoine Watteau: A lição de amor
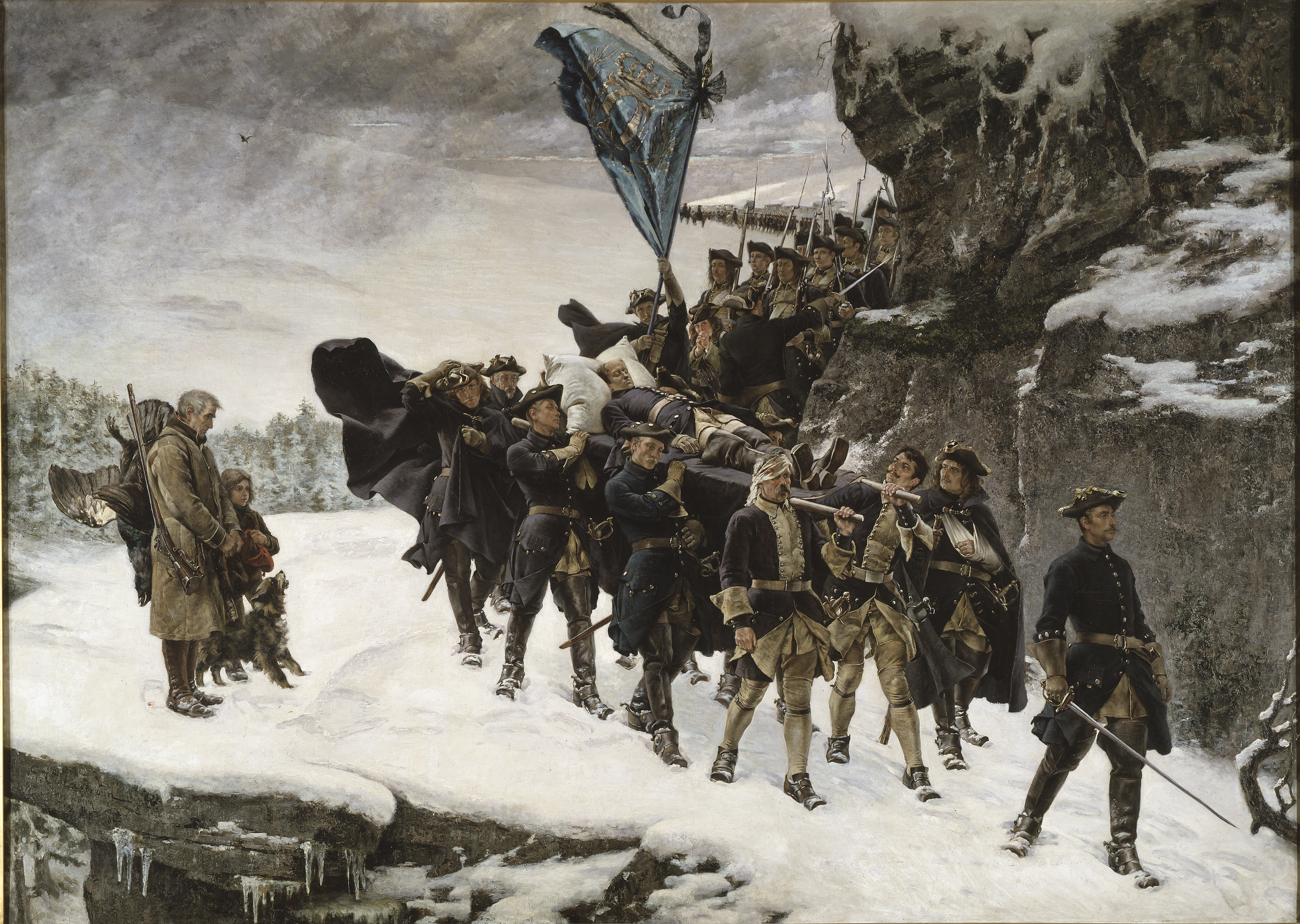
Gustaf Cederström: A volta do corpo de Carlos XII à Suécia
Carl Fredrik Hill: Paisagem do Sena
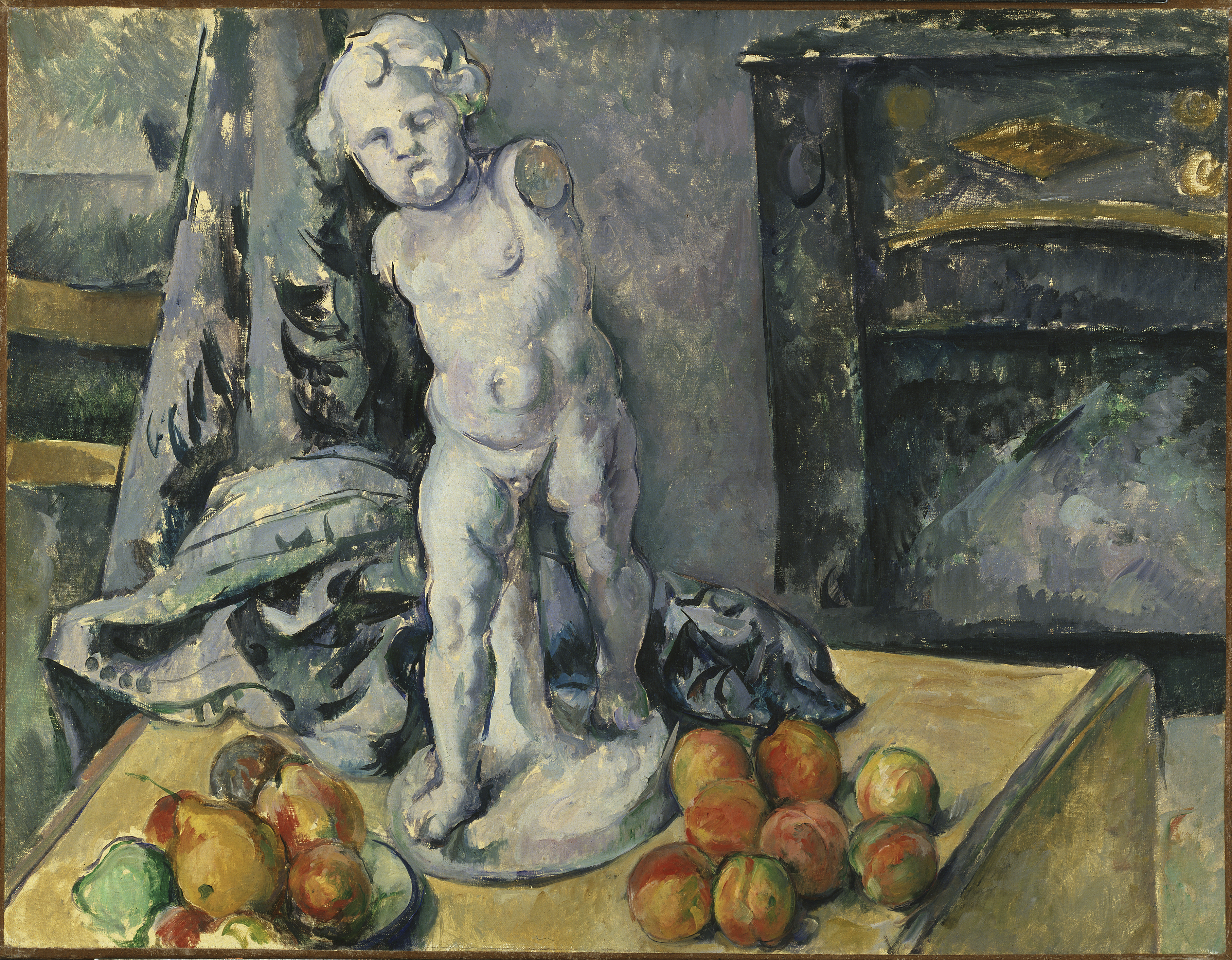
Paul Cézanne: Natureza morta com estatueta
Camille Pissarro: Paisagem de Pontoise
Edouard Manet: Retrato de Léon Leenhoff